# Alfred Freddy Krupa
Alfred Freddy Krupa (Krūppa) (14 de junio de 1971, Karlovac, Yugoslavia) es un pintor croata contemporáneo que se considera una fuerza pionera en el movimiento New Ink Art, por el que ha ganado reconocimiento internacional. 
A partir de octubre de 2020 con el índice de popularidad histórica del Instituto de Tecnología de Massachusetts (HPI) de 47.05, Alfred Freddy Krupa es el 80.º pintor vivo más famoso, Alfred Freddy Krupa es el quinto pintor croata más famoso y el pintor croata vivo más famoso.

## Educación
Nieto y alumno del pintor e inventor Alfred Krupa Sr. (1915-1989).
Krupa se graduó en 1995 en la Academia de Bellas Artes de la Universidad de Zagreb. Krupa también estudió Historia del Arte (investigación no titulada) en la Universidad de Zagreb (1997,1998) y en 1998/99 como estudiante de investigación de posgrado en la Universidad  Gakugei de Tokio (東京 学 芸 大学).

## Acción artística
El trabajo de Krupas ha atraído la atención pública y profesional desde el principio. Por primera vez, su nombre se presentó al público en general en 1990 en el entonces semanario yugoslavo megapopular "Vikend / Weekend". En el mismo año se realizó su primera exposición individual. Desde principios de los años 90, A.F. Krupa expuso con frecuencia y sus obras forman parte de una serie de colecciones importantes en todo el mundo.
Siempre explorando una amalgama de varios estilos, así como tejiendo diferentes conexiones entre las teorías científicas y artísticas, crea trabajos en tinta sobre papel que reflejan un enfoque minimalista y matemático. Cada una de las piezas de Krupa es espontánea, cruda y directa, logrando una firma artística personal y auténtica.
Artfacts.net posicionó a A. F. Krupa en el Top 10 de pintores de tinta modernos (la lista se publicó el 22/02/2019). Sus obras (en particular, acuarelas, tintas y retratos contemporáneos) se han presentado en 6 continentes en más de 20 países y han ganado varios premios.
En 2018, Krupa se convirtió en el primer artista croata vivo en ser incluido en la lista de pintores famosos de Ranker. Ranker es una popular compañía de medios digitales con sede en Los Ángeles.
Bajo condiciones monitoreadas, el artista croata Alfred Freddy Krupa dibujó 'My Panoramas' en un lienzo en bruto de formato 69x892 el 10 y 11 de enero de 2023 en el salón de diseño gráfico de la escuela secundaria Dug Resa. Esta obra de arte fue reconocida por la organización estadounidense RecordSetter como la más grande de su tipo y récord mundial.